# Mündungsknall
Der Mündungsknall ist das Geräusch, das bei der Schussabgabe von Schusswaffen entsteht. Er entsteht durch Dekompression des im Gewehrlauf befindlichen Gasdrucks an der Mündung.
Neben dem Mündungsknall ergibt sich beim Abfeuern einer Waffe auch ein Geschossknall, der durch ein überschallschnelles Projektil entsteht, und zwar als Begleiter des Projektils.